# Saint-Julien-sur-Dheune
Saint-Julien-sur-Dheune ist eine französische Gemeinde mit 230 Einwohnern (Stand: 1. Januar 2022) im Département Saône-et-Loire in der Region Bourgogne-Franche-Comté; sie gehört zum Arrondissement Autun und ist Teil des Kantons Blanzy (bis 2015: Kanton Montchanin).

## Geografie
Saint-Julien-sur-Dheune liegt am Canal du Centre und am Fluss Dheune. Umgeben wird Saint-Julien-sur-Dheune von den Nachbargemeinden Le Breuil im Norden und Westen, Essertenne im Norden, Morey im Nordosten, Villeneuve-en-Montagne im Osten und Südosten sowie Écuisses im Süden und Westen.

## Bevölkerungsentwicklung
| Jahr                      | 1936 | 1954 | 1962 | 1968 | 1975 | 1982 | 1990 | 1999 | 2006 | 2012 |
| Einwohner                 | 219  | 237  | 267  | 240  | 185  | 186  | 184  | 220  | 236  | 250  |
| Quelle: Cassini und INSEE |      |      |      |      |      |      |      |      |      |      |

## Sehenswürdigkeiten

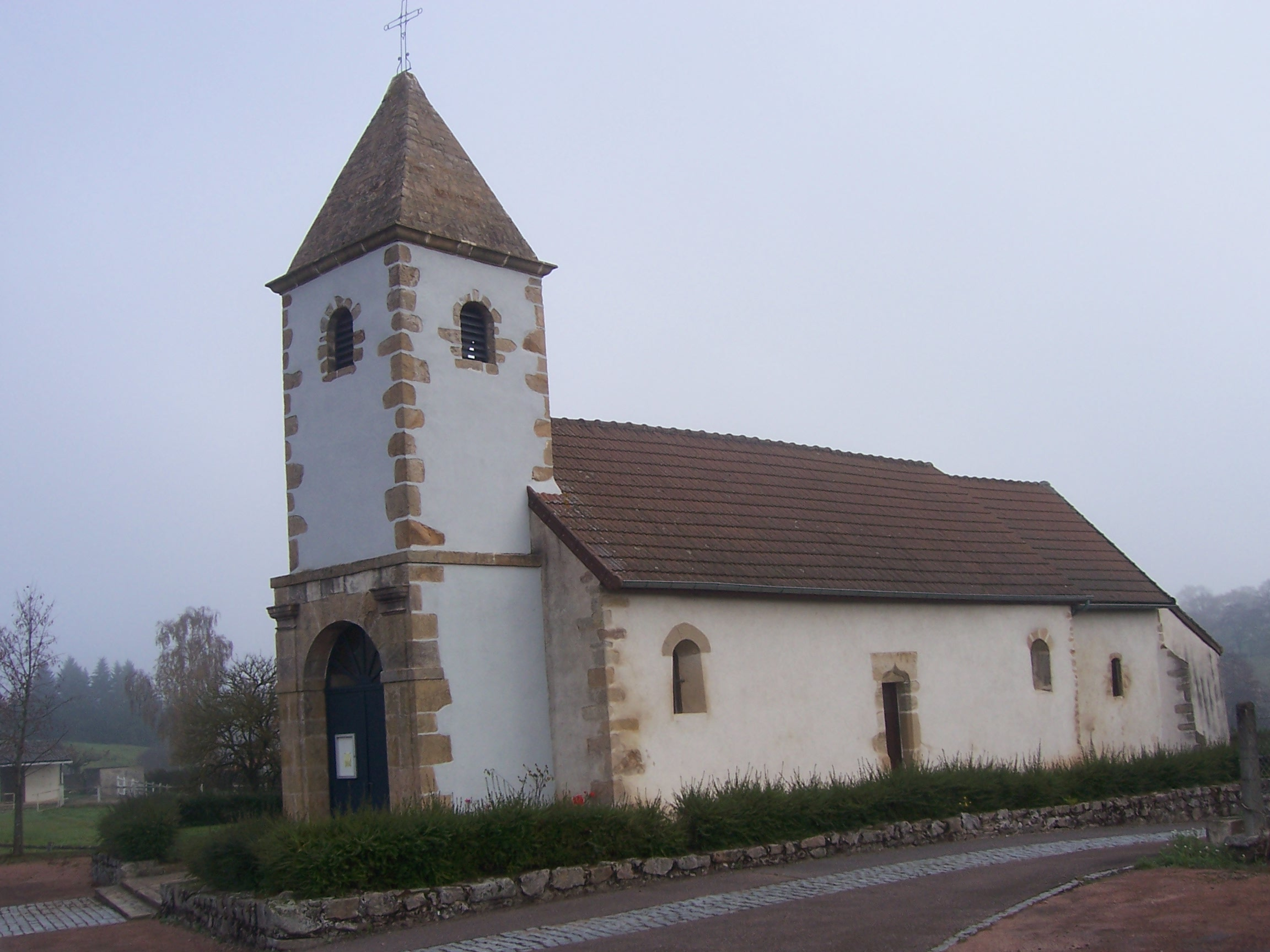
Kirche Saint-Julien

- Priorei Saint-Julien
- Kirche Saint-Julien